# Init
Trong các hệ điều hành máy tính dựa trên Unix, init (viết tắt của initialization) là tiến trình đầu tiên được bắt đầu trong quá trình khởi động hệ thống máy tính. Init là một daemon luôn chạy cho đến khi hệ thống tắt. Nó là tiến trình cha trực tiếp hoặc gián tiếp của tất cả các tiến trình khác và tự động chấp nhận tất cả các tiến trình mồ côi. Init thường được gán định danh tiến trình là 1. 
Trong các hệ thống System III và System V, thiết kế của init đã chuyển hướng khỏi chức năng được cung cấp bởi init trong Research Unix và các dẫn xuất BSD của nó. Cho đến gần đây, hầu hết các bản phân phối Linux sử dụng một init truyền thống tương thích với System V, trong khi một số bản phân phối như Slackware sử dụng các tập lệnh khởi động theo kiểu BSD và các bản khác như Gentoo có các phiên bản tùy chỉnh riêng.
Một số triển khai init thay thế đã được tạo ra, cố gắng giải quyết các hạn chế thiết kế trong các phiên bản tiêu chuẩn. Chúng bao gồm launchd, the Cơ sở Quản lý Dịch vụ, systemd và Upstart; kể từ tháng 1 năm 2019, systemd đã được chấp nhận bởi hầu hết các bản phân phối Linux lớn.